# Rentabilitätsrechnung
Die Rentabilitätsrechnung (auch Rentabilitätsvergleichsrechnung) als ein statisches Verfahren der Investitionsrechnung ergänzt die Gewinnvergleichsrechnung um das eingesetzte Kapital. Als Bezugsgröße kann der Kapitaleinsatz zu Beginn der Investition genommen werden (ohne Abschreibungen). Typischer ist allerdings die Berechnung mit Hilfe des durchschnittlich eingesetzten Kapitals (mit Abschreibungen). Die Rentabilitätsrechnung wird auch als Rentabilitätsvergleich, Renditemethode oder Return on Investment bezeichnet.
Der Nettogewinn ist hier als durchschnittlicher, durch die Investition verursachter Gewinn zu verstehen, daher dürfen keine kalkulatorischen Zinsen in die Gewinnrechnung miteinbezogen werden. Ansonsten wäre nicht die durchschnittliche jährliche Verzinsung, sondern lediglich die über den kalkulatorischen Zinssatz hinausgehende Verzinsung das Ergebnis.
Das durchschnittlich gebundene Kapital ergibt sich (bei Anlagegütern) durch die halbierte Summe aus Anfangsinvestition und Restwert (siehe auch Kostenvergleichsrechnung).

## Rechnung
Je nach Analyse betrachtet man die Rentabilität des eingesetzten Kapitals, eingesetzter Fonds oder z. B. eingesetzter Eigenmittel (Selbstkosten). Rentabilität allgemein:
{\displaystyle {\text{Rentabilität}}={\frac {\text{Nettogewinn}}{\text{durchschnittliches gebundenes Kapital}}}}
Die Rentabilität ist unterschiedlich groß, wenn sie zeitlich, in verschiedenen Perioden (z. B. innerhalb eines Fiskaljahres oder in verschiedenen Planungsperioden) betrachtet wird:
{\displaystyle {\text{Rentabilität}}={\frac {\text{durchschnittlicher Periodengewinn}}{\text{durchschnittliches gebundenes Kapital}}}}

## Kritik
- Die absolute Höhe des Gewinns wird vernachlässigt.
- Riskante Investitionen werden bevorzugt.
- Problem bei unterschiedlichem Kapitaleinsatz.
- Problem bei unterschiedlicher Nutzungsdauer.
- Problem, schwierig quantifizierbare Faktoren (Image, Kundenzufriedenheit, Mitarbeiterzufriedenheit, Qualität usw.) in die Rechnung mit einfließen zu lassen.